# Projasus parkeri
Projasus parkeri är en kräftdjursart som först beskrevs av Stebbing 1902.  Projasus parkeri ingår i släktet Projasus och familjen Palinuridae. IUCN kategoriserar arten globalt som livskraftig. Inga underarter finns listade i Catalogue of Life.